# Bárbara Tardón
Bárbara Tardón Recio (Madrid, 1976) es una investigadora, consultora y activista española, experta en violencias sexuales y de género.

## Trayectoria
Tardón comenzó a trabajar con víctimas de violencias sexuales y de género en 2006. En 2017 se doctoró en estudios interdisciplinares de género de la Universidad Autónoma de Madrid (UAM), con la tesis doctoral titulada Violencia sexual, desarrollos feministas, mitos y respuestas normativas globales. Posteriormente cursó un master en Derecho Internacional de los Derechos Humanos por la Universidad de Alcalá.
Desde 2003, ha ejercido como docente y formadora experta en cursos especializados y programas de máster y posgrado en temáticas relativas a la igualdad de género, la violencia de género y los derechos humanos en España, otros países de Europa y en América Latina. En su actividad profesional también ha llevado a cabo labores de consultoría especializada en violencias de género y derechos humanos, tanto para organizaciones del tercer sector como Médicos del Mundo o LastMile4D, como para instituciones públicas, como la Dirección General de Prevención y Atención frente a la Violencia de Género del Ayuntamiento de Madrid, el Instituto Canario de la Mujer o el Instituto Vasco de la Mujer.
Ha investigado sobre violencia sexual en el ámbito universitario, por ejemplo en el Instituto de Estudios de la Mujer de la Universidad Autónoma de Madrid, dentro del proyecto dirigido por la filósofa Cristina Sánchez Muñoz sobre "Violencias Políticas y de Género: Imaginarios, Escenarios y Estrategias". También ha trabajado para diferentes organizaciones, como Amnistía Internacional con quien desarrolló una investigación en 2016 llamada Ya es hora de que me creas, publicada a finales de 2018, y que se considera uno de los informes de referencia en España sobre la atención de las instituciones a la violencia sexual.
Fue asesora de la Secretaria de Estado de Igualdad Soledad Murillo durante el gobierno en funciones de Pedro Sánchez entre 2018 y 2020, y posteriormente de la Ministra de Igualdad Irene Montero del Gobierno de España hasta 2023.
En 2022, fue una de las autoras del libro titulado Cuando el estado es violento, coordinado por las investigadoras Ana Martínez Pérez y Marta Cabezas Fernández con la colaboración de activistas y académicas feministas. La publicación analiza las violencias ejercidas por el Estado en ámbitos como la justicia, la salud y la educación, y cómo estas afectan especialmente a mujeres, niñas, adolescentes y disidencias sexuales.

## Obra
- Cuando el estado es violento. Narrativas de violencia contra las mujeres y las disidencias sexuales. VVAA. Bellaterra Edicions. ISBN 978-84-18684-06-7.